# Maria von Wedel
Maria Caroline Cäcilie Gräfin von Wedel (Pseudonym: Marie Witilo; * 22. Februar 1855 in Weimar; † 25. Dezember 1913 in Weimar) war eine deutsche Schriftstellerin.
Maria von Wedel war eine Tochter des großherzoglichen Oberhofmarschalls und Generals Friedrich von Beust und der Cäcilie von Gersdorff, einer Tochter des Staatsministers Ernst Christian August von Gersdorff.
Als Frau des am Weimarer Hof tätigen Oberhofmarschalls Oscar Graf von Wedel (1835–1908) verbrachte sie ihr Leben in Weimar. Sie hatte sieben Kinder, darunter fünf Töchter. Die älteste, Cecilie, wurde Malerin, drei weitere wurden Hofdamen. Eine davon, Pauline, heiratete den Landrat Clemens von Wedel-Gödens, eine weitere, Eva, den Fürsten Johannes-Hugo Radolin, einen Enkel von Hugo Fürst von Radolin. Ihre beiden Söhne, einer von ihnen war Erhard Graf von Wedel, wurden Diplomaten.

## Schriften
- Allerlei Gedichte. Hof-Buchdruckerei, Weimar 1893.
- Friedrich Hermann Graf von Beust. Ein Lebensbild. Hof-Buchdruckerei, Weimar 1893
- Alte und neue Gedichte. A. Huschke Nachf., Weimar 1900.
- Die letzten Hohenstaufen. Ein Wartburgdrama in 5 Aufzügen. A. Huschke Nachf., Weimar 1900.
- Friedrich der Freidige. Schauspiel in 5 Aufzügen. A. Huschke Nachf., Weimar 1901.
- Johannes Falk. Volksschauspiel in sieben Bildern. Panses Verlag, Weimar 1910.